# Wangari Maathai
Dr. Wangari Muta Maathai (Ihithe (Nyeri), 1 april 1940 – Nairobi, 25 september 2011) was een Keniaans milieu- en politiek activiste. Ze richtte de milieuorganisatie Green Belt Movement op, was in 2003-2005 parlementslid, en was onderminister van Milieuzaken en Natuurlijke Hulpbronnen. In 2004 kreeg ze als eerste Afrikaanse vrouw de Nobelprijs voor de Vrede voor haar bijdrage aan duurzame ontwikkeling, democratie en vrede.

## Biografie

### Jeugd
Maathai werd geboren in het district Nyeri en behoorde tot de Kikuyu, een van de vele Afrikaanse bevolkingsgroepen.
In haar autobiografie Unbowed: A Memoir beschrijft ze uitgebreid hoe het leven voor de Kikuyu’s was voordat de Britten kwamen en hoe het leven veranderde na hun komst. Zo vertelt ze dat voor de komst van de christelijke westerlingen de Kikuyu’s geloofden dat God op de berg Kirinyaga, later door de Britten omgedoopt tot Mount Kenya, woonde. De op een na hoogste berg van Afrika was dan ook een zeer heilige plek voor de verschillende stammen die eromheen woonden. Bij alles wat de Kikuyu’s deden wendden ze zich tot de heilige berg: ‘zolang de berg er stond, wisten ze dat God met hen was en dat het hun nergens aan zou ontbreken’.
Door de komst van de Britten zijn veel van de rituelen en gebruiken verdwenen en speelt het christendom nu meestal de hoofdrol in de levens van de Kikuyu’s. Maar niet alleen het geloof veranderde onder invloed van de westerlingen; ook werd bijvoorbeeld, in plaats van de geiten, mburi, waar de Kikuyu’s normaal in handelden, geld als standaard handelsmiddel ingevoerd.
In de vroege jaren van Maathai’s leven was er dus al veel veranderd voor de Kikuyu’s. Maathai’s vader behoorde tot ‘de eerste generatie mannen in Kenia die huis en haard verlieten om een baan te zoeken en geld te verdienen’. Hij vertrok naar het boerenbedrijf van een blanke pionier. Hier kreeg hij een stukje land toegewezen waar hij mocht wonen samen met zijn gezin.
De vader van Maathai had in totaal vier vrouwen en tien kinderen. Hij had zijn eigen huis op het stuk grond, wat ‘het domein van de mannen, de jongens en de mannelijke bezoekers’ was. Ook hadden zijn vier vrouwen, waaronder Maathai’s moeder, allemaal hun eigen huis, wat het domein van de vrouw en haar kinderen was.
In haar autobiografie beschrijft Maathai ook haar relatie met haar vader en moeder. Ze vertelt dat haar vader altijd de dominante figuur in hun gezin was en dat ze, net als haar broers en zussen, een zekere afstand tot haar vader hield. Ze heeft dan ook niet zoveel persoonlijke herinneringen aan haar vader. Met haar moeder heeft ze daarentegen altijd een sterke band gehad. In haar autobiografie beschrijft ze haar moeder als een harde werker, lichamelijk en fysiek sterk en ‘ontzettend lief’.
Toen Maathai acht jaar was, verhuisde ze met haar moeder naar Nyeri, waar ze voor het eerst naar school ging. Maathai was op die jonge leeftijd al een zeer leergierige leerling. Ze vond het fantastisch dat ze leerde lezen en schrijven. Ook was ze toen al erg in de natuur geïnteresseerd; zo had ze haar eigen moestuintje waar ze uren achter elkaar naar de opkomende planten kon kijken en was ze veel in de bossen te vinden.

### Onderwijs
Na een paar jaar besloot haar moeder om haar naar St.-Cecilia te sturen, een internaat van de Mathari Katholieke Missie. Het hoofddoel van St.-Cecilia was eigenlijk de verspreiding van het christendom en het opleiden van de meisjes tot non, al had Maathai dat zelf eerst niet door. Ze heeft het er erg naar haar zin gehad, hoewel de omstandigheden op het internaat volgens haar ‘Spartaans’ te noemen waren. Ze was nog steeds erg leergierig en bovendien heeft ze er vriendschappen voor het leven gesloten.
Toch waren er ook minder leuke dingen op het internaat; zo mochten de leerlingen alleen maar Engels praten en wanneer ze toch in hun moedertaal praatten, werden ze gestraft. Hierdoor kregen ze niet alleen het gevoel dat hun eigen taal en cultuur minderwaardig was, maar ontstond er vaak ook een grote kloof tussen de leerlingen en hun ouders. Bij Maathai zelf is dit gelukkig nooit gebeurd; ze is nooit haar drang om Kikuyu te praten verloren.
Terwijl Maathai op het internaat zat brak de Mau Mau-opstand tegen de Britse overheid uit: de beweging bestond uit ontevreden leden uit de Kikuyu-, Meru- en Embu-gemeenschap die zich verraden voelden door de Britten. Maathai maakte zelf niet veel van het conflict mee, maar op het internaat werden de leerlingen wel zo geïndoctrineerd dat ze geloofden dat de Mau Mau een terreurbeweging was. Zo vertelt Maathai dat toen er op een avond in de buurt van het internaat geschoten werd ze moesten bidden en dat iedereen toen bad dat de Mau Mau-leden werden opgepakt: ‘Ik begreep niet dat de Mau Mau-beweging vocht voor onze vrijheid’.
In 1956 slaagde Maathai, als beste van haar klas, voor haar examen aan St.-Cecilia. Hierna werd ze toegelaten op de Loreto Girls’ High School in Limuru, vlak bij Nairobi. Op deze school zou haar belangstelling voor de exacte vakken gewekt worden. Nadat ze in 1959 was geslaagd besloot ze door te studeren. Dit was in die tijd echter niet gebruikelijk; meisjes gingen de verpleging of het onderwijs in, als ze überhaupt al door studeerden.

### Universiteit
Doordat Kenia uiteindelijk richting de onafhankelijkheid ging waren er veel hoogopgeleide mannen en vrouwen nodig om belangrijke functies in de regering en de maatschappij in te nemen. Daardoor kregen veelbelovende studenten een beurs waarmee ze hoger onderwijs in de Verenigde Staten zouden kunnen volgen. Ook Maathai kreeg zo’n beurs aangeboden. Ze ging naar het Mount St.-Scholastica College in Atchison (Kansas). Hier volgde ze veel verschillende vakken, maar haar hoofdvak werd biologie. Maathai heeft zich op Mount St.-Scholastica College altijd thuis gevoeld en kreeg er veel vrienden.
Na haar kandidaatsexamen in exacte vakken in 1964 te hebben gehaald studeerde Maathai biologie aan de Universiteit van Pittsburgh. Hier kreeg ze van prof. Charles Ralph de opdracht om de pijnappelklier van de Japanse kwartel te onderzoeken, wat later haar scriptieonderzoek werd waarmee ze doctorandus in biologie werd.
Maathai zegt in haar autobiografie dat ze veel van Amerika heeft geleerd: ‘ik ben er de persoon geworden die ik nu ben. Het land heeft mij geleerd geen kans onbenut te laten en te doen wat in je vermogen ligt, en er valt veel te doen. Het gevoel van vrijheid en onbegrensde mogelijkheden dat Amerika in mij wakker had gemaakt, zorgde ervoor dat ik hetzelfde wilde voor Kenia, en met dit gevoel was ik van huis gegaan’.
Toen Maathai in 1965 haar onderzoek afrondde, was Kenia al twee jaar onafhankelijk, en was de Keniaanse overheid op zoek naar personeel om vacatures op te vullen. Maathai werd benaderd door de Universiteit van Nairobi, die haar graag als onderzoeksassistent bij een professor in de zoölogie wilde hebben.
In 1966 keert ze voor het eerst sinds vijfenhalf jaar terug naar Kenia en naar haar familie. Hier kreeg ze echter te horen dat de professor de baan aan iemand anders had gegeven: iemand van zijn eigen etniciteit en geslacht. Na maandenlang naar iets anders gezocht te hebben, kwam ze in Nairobi Rheinhold Hofmann tegen, een professor aan de Universiteit van Giessen in Duitsland. Hij had de opdracht een vakgroep Veterinaire Anatomie opzetten binnen de faculteit Diergeneeskunde van de Universiteit van Nairobi en hij had nog een assistent nodig op het gebied van microanatomie. Maathai kon zo alsnog aan de Universiteit van Nairobi werken.
Ook zou ze later een promotieonderzoek in Duitsland doen. Verder mag ze uiteindelijk ook zelf lesgeven.
Maathai heeft van 1966 tot 1981 aan de universiteit van Nairobi gewerkt.
In 2001 werd ze door James Gustave Speth, het voormalige hoofd van het UNDP, gevraagd om les te geven aan de School voor Bosbeheer en Milieukunde van de Yale-universiteit. Ze verzorgde hier samen met een ander een lesprogramma over duurzame ontwikkeling dat zich op het werk van de Green Belt Movement richtte. Ook sprak ze in veel panels over het milieu, Afrika en vrouwenkwesties.
In 2004 kende Yale haar een eredoctoraat in de humaniora toe.

### Huwelijk
In 1966 ontmoet Maathai de man met wie ze zou trouwen: Mwangi Mathai. Het huwelijk moest worden uitgesteld omdat Maathai voor twintig maanden in Duitsland aan haar onderzoek ging werken, maar uiteindelijk trouwden ze in mei 1969. Tegen die tijd had Mwangi Mathai zich ook kandidaat gesteld voor een parlementszetel en hield Maathai zich dus naast haar onderzoek en het lesgeven ook bezig met campagne voeren.
Maathai vertelt in haar autobiografie dat haar man het risico liep om stemmen te verliezen doordat zijn vrouw zo hoog was opgeleid. Veel mensen vonden dat ze niet genoeg Afrikaans zou zijn. Toch lukte het Maathai, doordat ze nooit haar eigen taal en cultuur is vergeten, om veel tegenstanders te verbazen als ze op bezoek kwamen.
Mwangi en Maathai kregen in totaal drie kinderen: Waweru, Wanjira en Muta.
Uiteindelijk hield het huwelijk toch geen stand, voornamelijk doordat Maathai zo’n succesvolle vrouw was. Mwangi voelde zich waarschijnlijk geïntimideerd door een vrouw die het zo ver schopte in een door mannen gedomineerde wereld. De scheiding leidde tot een grote rechtszaak, die Maathai verloor. Daarna heeft ze nog een paar dagen celstraf gehad omdat ze de rechter corrupt noemde. Verder mocht ze ook niet de achternaam van Mwangi houden, daarom voegde ze uit protest een extra A toe en heette ze voortaan Wangari Muta Maathai.
In haar autobiografie vertelt ze dat haar kinderen toch een goede band met beide ouders hebben gehouden, waar ze erg blij mee is.
De scheiding heeft het Maathai echter wel erg moeilijk gemaakt, vooral op politiek niveau. Zo wilden veel mannen niet dat hun vrouwen op haar zouden stemmen vanwege haar burgerlijke status.

## Green Belt Movement
De Green Belt Movement is een milieuorganisatie die bomen plant om zo de ontbossing tegen te gaan. Maathai beschrijft het idee hierachter als volgt: ‘The planting of trees is the planting of ideas. By starting with the simple act of planting a tree, we give hope to ourselves and to future generations’. Het is bovendien een vrouwenorganisatie die vecht voor mensenrechten, goed bestuur en een vredevol democratische verandering door de bescherming van het milieu. Het is hun missie om gemeenschappen over de hele wereld in staat te stellen om het milieu te beschermen. Ook betrekken ze, door middel van de bescherming van het milieu, de vrouwen bij duurzaam management van schaarse bronnen zoals water, economische ontwikkeling, goed bestuur en uiteindelijk vrede.

### Ontstaan
Volgens Maathai is het ontstaan van de Green Belt Movement aan verschillende oorzaken te danken. Zo zegt ze in haar autobiografie: ‘in wezen komt het erop neer dat ik me als reactie op een reeks problemen afvroeg wat daaraan gedaan zou kunnen worden’. Een groot aandeel is haar gevecht voor vrouwenrechten geweest. Dit is grotendeels ontstaan toen ze op de universiteit van Nairobi werkte. Al toen ze als onderzoeksassistent voor de professor zoölogie zou mogen werken kwam ze in aanraking met de discriminatie van vrouwen: de professor besloot dat hij toch liever een mannelijke onderzoeksassistent wilde. Ook in de jaren daarna kwam Maathai erachter dat mannen en vrouwen niet dezelfde rechten hadden. Zo verdienden de paar vrouwen die op de universiteit werkten aanzienlijk minder dan hun mannelijke collega’s en ook kregen deze veel meer bonussen en voordelen. Maathai besloot om niet over zich heen te laten lopen en het gevecht aan te gaan tegen de directie.
Uiteindelijk lukte het Maathai en Verstistine Mbaya, een van haar vrouwelijke collega’s, om dezelfde rechten te krijgen. Maathai is echter nog niet tevreden, want ze wilde dat ook andere vrouwen dezelfde rechten zouden krijgen. Ze raakt betrokken bij een aantal organisaties, waaronder de Kenya Association of University Women.
Naast haar gevecht voor vrouwenrechten was Maathai ook nog lang bij de natuur betrokken. Zo maakte ze deel uit van het plaatselijk bestuur van het Environment Liaison Centre, een milieuorganisatie die zich toelegt op milieukwesties.
Overal om haar heen ziet Maathai dat de natuur wordt verwaarloosd en ook ziet ze dat dit grote gevolgen heeft. Zo is er veel hongersnood en ondervoeding in gebieden die vroeger heel vruchtbaar waren. Dit komt onder andere doordat boeren tegenwoordig, in plaats van voedsel voor eigen gebruik, voornamelijk alleen nog maar koffie en thee voor de internationale markt verbouwen. Ook was er nog maar heel weinig brandhout als gevolg van de ontbossing.
Maathai kwam erachter dat de ontbossing een heel groot probleem aan het worden was en dat deze veel gevolgen had. Zo hoort ze veel vrouwen klagen over het ontbreken van hout om te stoken of omheiningen mee te maken. Maathai zag in dat ‘alles waar het hen in ontbrak, afhankelijk was van het milieu’. Langzamerhand ontstond het idee om bomen te planten. Op deze manier zouden de vrouwen niet alleen weer van brandhout en hout voor omheiningen voorzien zijn, ook zouden de bomen waterscheidingen beschermen, ‘hielden ze de bodem bij elkaar, en gaven ze voedsel als ze vruchtdragend waren’. Al met al kon op deze manier de vitaliteit van de aarde hersteld worden.
Voordat ze de Green Belt Movement oprichtte, heeft ze eerst nog een aantal andere dingen geprobeerd, die vaak niet zo’n groot succes waren als ze had gehoopt. Zo besluit ze om het bedrijf Envirocare Ltd. op te richten, een bedrijf dat arme mensen uit Mwangi’s kiesdistrict in dienst nam om de rijkere mensen uit dat gebied tevreden te houden. Ze kreeg hier echter niet veel steun in, waardoor het project mislukte.
Toch gaf ze niet op en ze begon een nieuwe onderneming: Save the Land Harambee, een initiatief van de Vrouwenraad. Hiermee wilde ze samen met arme en rijke Kenianen bomen planten om het land tegen woestijnvorming te beschermen. Het initiatief begon op de Kenia Wereldmilieudag in 1977 met het planten van zeven bomen, het begin van de groene gordel (green belt).
Uiteindelijk verandert Save the Land Harambee in de Green Belt Movement. Deze naam is gekozen omdat de bomen als een soort gordel de bodem vasthouden, de omgeving herstellen en het landschap weer aantrekkelijk maken.

### Doel[21]
De Green Belt Movement heeft verscheidene doelen. Ten eerste probeert het door het planten van bomen de ontbossing en de problemen die hierdoor worden veroorzaakt tegen te gaan. Verder betrekt de organisatie hier dus arme vrouwen bij, die er op deze manier zelf voor kunnen zorgen dat het land niet meer wordt aangetast door de ontbossing. Bovendien zorgt de Green Belt Movement ervoor dat ze hun eigen inkomsten kunnen creëren door bijvoorbeeld de verkoop van zaden. Ook heeft de beweging duizenden vrouwen over bebossing onderwezen en ongeveer 3000 parttime banen gecreëerd. Verder promoot de organisatie goed bestuur en democratie.

### Prestaties[31]
Op het moment heeft de Green Belt Movement meer dan veertig miljoen bomen over heel Afrika geplant. Hierdoor is gronderosie verminderd in de kritieke waterscheidingen, zijn duizenden akers bos hersteld en beschermd. Ook zijn honderdduizenden vrouwen met hun familie opgekomen voor hun rechten en die van hun gemeenschap. Hierdoor zijn ze een gezonder en productiever leven gaan leiden.
Toch zijn ze nog niet tevreden en blijven ze vechten voor het milieu en mensenrechten. Hun doel voor de toekomst is dan ook het planten van wereldwijd één miljard planten.
Verder zijn er veel andere landen die veel zien in het initiatief van Maathai en soortgelijke organisaties hebben opgezet.

## Vrouwenraad
Na al een paar jaar actief te zijn in de Nationale Vrouwenraad van Kenia besloot Maathai in 1979 om zich hiervoor kandidaat voor het voorzitterschap te stellen. Ze verloor echter met drie stemmen, volgens haar vanwege een etnische strategie van president Danial arap Moi, die de invloed van Kikuyu’s wil beperken. President Moi behoort tot het Kalenjin-volk en wilde onder andere de invloed van het Kikuyu-volk inperken. Toch wordt ze wel door een overweldigende meerderheid als vicevoorzitter gekozen, waardoor ze de naaste medewerker van de voorzitter werd.
Toen Maathai zich in 1980 opnieuw kandidaat stelde werd de strijd voor haar nog veel lastiger. Zo werden er veel zaken tegen haar gebruikt; met name haar scheiding werd weer opgerakeld. Toch lukte het haar om de verkiezingen te winnen. Daarna werd ze elk jaar opnieuw tot voorzitter verkozen, totdat ze zich in 1987 terugtrok.

## Politiek
In 1982 besloot Maathai om zich in de politiek te mengen door zich kandidaat te stellen voor een zetel in de Kenya African National Union (KANU), de toen enige heersende partij. Hiervoor moest ze haar baan bij de universiteit opzeggen. De autoriteiten bedachten een reden waarom ze niet mee zou mogen doen en daarom kon ze zichzelf geen kandidaat stellen. Ze was nog wel steeds voorzitter van de Nationale Vrouwenraad van Kenia en werkte nog steeds voor de Green Belt Movement.
De jaren daarna hield Maathai zich vooral bezig met de ontwikkeling van de Green Belt Movement, maar in de aanloop van de verkiezingen in 1997 werd ze aangemoedigd om zich niet alleen kandidaat voor het parlement te stellen, maar ook voor het presidentschap. Maathai had ten eerste een partij nodig die haar zou uitvaardigen. In 2002 probeerde Maathai zich opnieuw kandidaat te stellen namens het kiesdistrict Tetu in Nyeri County. Ditmaal won ze wel de meeste stemmen en werd ze gekozen om als kandidaat voor NARC het district Tetu te vertegenwoordigen. Ditmaal lukte het haar om de verkiezingen te winnen.
In januari 2003 werd ze benoemd tot onderminister van Milieuzaken en Natuurlijke Hulpbronnen.

## Nobelprijs
In 2004 werd aan Maathai de Nobelprijs voor Vrede toegekend voor haar bijdrage aan duurzame ontwikkeling, democratie en vrede.
Volgens de Nobel Commissie is het beschermen van het milieu erg belangrijk wanneer we streven naar vrede op aarde. Maathai promoot volgens hen op een milieuvriendelijke manier sociale, economische en culturele ontwikkeling. Ook omarmt ze op deze manier onder andere democratie, mensen- en vrouwenrechten.
Verder erkennen ze haar gevecht tegen het voormalige onderdrukkende regime in Kenia: ‘Her unique forms of action have contributed to drawing attention to political oppression - nationally and internationally’. Bovendien was, en is, ze een inspiratie voor andere vrouwen.
Ook noemen ze haar inzet voor een beter milieu bewonderenswaardig. Ze zeggen dat Maathai niet alleen maar het milieu probeert te beschermen, maar dat ze de basis voor duurzame energie beschermt en versterkt.
Maathai is de eerste Afrikaanse vrouw die een Nobelprijs kreeg toegekend. Ook is ze de eerste Afrikaan uit het gebied tussen Zuid-Afrika en Egypte aan wie deze prijs is toegekend. Ze is dan ook een voorbeeld voor iedereen in Afrika die vecht voor duurzame ontwikkeling, democratie en vrede.
Volgens sommigen was het aan Maathai toekennen van de Nobelprijs echter een politieke keuze.

## Trivia
- Maathai heeft verscheidene keren in de gevangenis gezeten onder het bewind van Daniel arap Moi.
- Haar uitspraak “Het aidsvirus 'hiv' is een wapen dat door blanke wetenschappers is uitgevonden om het zwarte ras uit te roeien",  deed veel stof opwaaien.[22] Volgens Radio Free Europe zouden verschillende Afrikaanse media hebben gemeld dat ze deze uitspraak gedaan zou hebben. Maathai ontkent echter dat ze deze uitspraak heeft gedaan. In een interview met Time Magazine zegt Maathai:

“Ik heb mensen gewaarschuwd voor valse overtuigingen en desinformatie, zoals het toeschrijven van deze ziekte aan een vloek van God of geloven dat slapen met een maagd de infectie geneest. Deze wijdverbreide overtuigingen in mijn regio hebben geleid tot een toename van verkrachting en geweld tegen kinderen. Het is binnen deze context, ook bemoeilijkt door het culturele en religieuze perspectief, dat ik vaak spreek. Ik ben dan ook geschokt door het lopende debat dat is voortgebracht door wat ik zou hebben gezegd. Het is daarom cruciaal voor mij om te verklaren dat ik noch zeg, noch geloof dat het virus is ontwikkeld door witte mensen of machten om het Afrikaanse volk te vernietigen. Dergelijke opvattingen zijn kwaadaardig en destructief."
- In 2006 komt haar boek Unbowed: A Memoir uit bij de uitgeverij Knopf. De Nederlandse vertaling heet Ongebroken en is uitgegeven via uitgeverij De Geus
- Maathai staat ook bekend om haar gevecht voor het Uhuru Park. In 1989 wil President Moi een wolkenkrabber in het park aanleggen. Het lukt haar echter om de bouw tegen te gaan.

## Persoonlijke prestaties en prijzen
Maathai heeft in haar leven heel wat bereikt en ook vele onderscheidingen ontvangen.

### Persoonlijke prestaties[34]
- 1973-1980: Directeur van het Keniaanse Rode Kruis
- 1977-2002: Oprichter en Coördinator van de Green Belt Movement
- 1985: Medeoprichter GROOTS International
- 2002-2007: Lid Parlement, Tetu, Kenia
- 2003-2005: Onderminister van Milieuzaken en Natuurlijke Hulpbronnen, Kenia
- 2005: Oprichter van de Green Belt Movement International
- 2005-2007: Voorzitter, Economic Social and Cultural Council of the African Union (ECOSOCC)
- 2005-heden : Ambassadeur, Congo Basin Forest Initiative

### Academische aanstellingen[22]
- 1976: Voorzitter, Departement diergeneeskunde, Universiteit van Nairobi
- 1977: Professor, Departement Diergeneeskunde, Universiteit van Nairobi
- 2000: Gesubsidieerd voorzitter in Gender & Women’s Studies, Connecticut College
- 2001: Dartmouth College, VS
- 2002: Yale University, VS

### Onderscheidingen[22]
- 1983: Woman of the Year Award.
- 1984: Right Livelihood Award, Zweden
- 1986: Better World Society Award, VS
- 1988: The Windstar Award for the Environment, Windstar Foundation, VS
- 1989: Women of the World Award, WomenAid, VK
- 1990: The Offeramus Medal, Benedictine College, VS
- 1991: The Goldman Environmental Prize, the Goldman Foundation, VS
- 1991: Global 500 Hall of Fame: United Nations Environment Programme, VS
- 1991: The Hunger Project’s Africa Prize for Leadership, Verenigde Naties, VS
- 1993: The Edinburgh Medal, Medical Research Council, Schotland
- 1993: The Jane Addams Leadership Award, Jane Addams Conference, VS
- 1994: The Order of the Golden Ark Award, Nederland
- 1995: International Women’s Hall of Fame, International Women's Forum Leadership Foundation, VS
- 1997: One of 100 in the world who’ve made a difference in environment: Earth Times, VS
- 2001: The Juliet Hollister Award, Temple of Understanding, VS
- 2001: Excellence Award, Kenyan Community Abroad, VS
- 2002: Outstanding Vision and Commitment Award, Bridges to Community, VS
- 2003: WANGO Environment Award, World Association of Non-Governmental Organizations, VS
- 2003: Elder of the Burning Spear, Republiek van Kenia
- 2004: Conservation Scientist Award, Center for Environmental Research and Conservation, Columbia University, VS
- 2004: J. Sterling Morton Award, Arbor Day Foundation, VS
- 2004: Petra Kelly Environment Prize, Heinrich Boell Foundation, Duitsland
- 2004: Elder of the Golden Heart, Republiek van Kenia
- 2004: Sophie Prize, the Sophie Foundation, Noorwegen
- 2004: Nobel Peace Prize, the Norwegian Nobel Committee, Noorwegen
- 2005: One of the 100 most powerful women in the world: Forbes magazine, VS
- 2005: One the 100 most influential people in the world: Time magazine, VS
- 2005: New York Women's Century Award, New York Women's Foundation, VS
- 2006: Disney Wildlife Conservation Fund Award, VS
- 2006: The IAIA Global Environment Award, International Association for Impact Assessment, Noorwegen
- 2006: Legion d'Honneur, Frankrijk
- 2006:The Kenya National Commission on Human Rights, Milele (Lifetime) Achievement Award
- 2006:Woman of Achievement Award from the American Biographical Institute Inc., VS
- 2006: Medal for Distinguished Achievement, Universiteit van Pennsylvania, VS
- 2006: 6th in 100 greatest eco-heroes of all time, The Environment Agency, VK
- 2006: Premio Defensa Medio Ambiente, Club Internacional De Prensa, Spanje
- 2006: The Indira Gandhi International Award for Peace, Disarmament & Development, India
- 2007: Cross of the Order of St Benedict, Benedictine College, Kansas, VS
- 2007: The Jawaharlal Nehru Award for International Understanding, India
- 2007: The Nelson Mandela Award for Health & Human Rights, Zuid-Afrika
- 2008: Royal Institute of British Architects(RIBA), Honorary Fellowship, VK

## Boeken[22]
- Wangari Maathai, Bottom is Heavy Too: Edinburgh Medal Lecture, Edinburgh UP, 1994. ISBN 0-7486-0518-5
- Wangari Maathai, The Canopy of Hope: My Life Campaigning for Africa, Women, and the Environment, Lantern Books, 2002. ISBN 1-59056-002-7
- Wangari Maathai, The Greenbelt Movement: Sharing the Approach and the Experience, Lantern Books, 2003. ISBN 1-59056-040-X
- Wangari Maathai, Unbowed: A Memoir, Knopf, 2006. ISBN 0-307-26348-7